# Цифровое пространство
Цифровое пространство стало неотъемлемой частью нашей повседневной жизни. Оно охватывает все аспекты человеческой деятельности, от общения и образования до бизнеса и развлечений. Одним из важных шагов формирования цифрового пространства является формирование полноценного информационного пространства. Именно информационное пространство способствует усилению конвергенции как технологической и научно-технической, так и реализации сквозных технологий. По мнению С.А. Дятлова и О.С. Лобанова конвергенция информационного пространства является основой цифрового пространства и рассматривается как фактор снижения цифрового неравенства. Следовательно, формирование цифрового пространства позволит снизить неравенство в цифровом развитии регионов Российской Федерации. В этой статье мы рассмотрим, что такое цифровое пространство и его инфраструктуру, основные характеристики и влияние на современное общество.
Цифровое пространство можно определить как совокупность всех цифровых процессов, средств взаимодействия и информационных ресурсов. Оно интегрирует различные цифровые технологии и платформы, обеспечивая функциональность и взаимодействие пользователей в виртуальной среде. Цифровое пространство на сегодняшний день является одной из наиболее значимых социальных ниш. В ней формируются уникальные ценностно-поведенческие паттерны, относящиеся к основным сферам общественной жизни. В этом контексте цифровое пространство является неотъемлемой частью современного общества, влияя на все сферы жизни — от экономики до социальной активности. Различные компании задействованы в различных областях цифровых технологий, включая аналитику, маркетинг, менеджмент, веб-разработку, дизайн. Цифровая инфраструктура включает в себя аппаратные средства, программное обеспечение, телекоммуникации, сети. Для успешного функционирования в цифровой сфере необходимо внедрять технологии поэтапно, разрабатывать цифровую стратегию и изучать тенденции в отрасли. Это пространство позволяет пользователям взаимодействовать друг с другом и с информацией в режиме реального времени, независимо от географического положения.
Цифровое пространство характеризуется наличием элементов цифровой экономики, в том числе платформенных решений, переводом управления в цифровую форму на базе платформ электронного правительства и базируется на цифровых знаниях и навыках авторов этой экосистемы.
Основные характеристики цифрового пространства
- Цифровое пространство включает в себя интеграцию умных технологий и больших данных, что позволяет улучшать управление ресурсами и повышать качество жизни граждан.
- Цифровое пространство не имеет границ. Люди из разных уголков мира могут взаимодействовать, обмениваться информацией и идеями, что способствует культурному обмену и глобализации.
- Цифровое пространство предоставляет возможность активного участия пользователей. Социальные сети, блоги и форумы позволяют людям выражать свои мнения, делиться опытом и взаимодействовать с контентом.
- Информация в цифровом пространстве обновляется быстро. Новые технологии и платформы постоянно появляются, изменяя способы взаимодействия пользователей с информацией.
Цифровое пространство также рассматривается как поле политического противостояния, где власть и оппозиция взаимодействуют через различные цифровые каналы. Это создает новые вызовы для традиционных демократических институтов и требует адаптации к новым условиям.

## Цифровое пространство и его инфраструктура
Инфраструктура позволяет пользователям получать доступ к информации и услугам в любое время и в любом месте (это создает возможности для удаленной работы, онлайн-обучения и общения), способствует внедрению новых технологий, таких как искусственный интеллект, большие данные и Интернет вещей (IoT), обеспечивает высокую доступность сервисов и защиту данных, что критически важно для бизнеса и пользователей. Инвестиции в цифровую инфраструктуру способствуют экономическому развитию стран, создавая новые рабочие места и стимулируя предпринимательство.

### 1. Сети связи
Сети связи являются одним из ключевых компонентов цифровой инфраструктуры, обеспечивая передачу данных и коммуникацию между пользователями, устройствами и системами. Они играют важную роль в функционировании различных технологий и сервисов, от интернета до мобильной связи.
Типы сетей связи. Проводные сети включают в себя Ethernet, оптоволоконные сети и другие технологии, обеспечивающие высокоскоростную передачу данных на большие расстояния. Беспроводные сети включают Wi-Fi, мобильные сети (2G, 3G, 4G, 5G) и спутниковую связь. Эти технологии позволяют пользователям подключаться к интернету и обмениваться данными без необходимости проводов.
С развитием технологий, таких как Интернет вещей (IoT), искусственный интеллект (AI) и облачные вычисления, сети связи продолжают эволюционировать. Ожидается дальнейшее увеличение скорости передачи данных, улучшение безопасности и расширение возможностей для подключения различных устройств. Устойчивость сетей связи к сбоям и катастрофам имеет большое значение для обеспечения непрерывности бизнес-процессов и жизнедеятельности общества. Резервирование каналов связи и дублирование оборудования помогают минимизировать риски. Скорость передачи данных и пропускная способность сетей определяют, насколько быстро пользователи могут получать доступ к информации и услугам. Развитие технологий, таких как 5G и оптоволоконные сети, значительно увеличивает эти показатели.

### 2. Серверы и дата-центры
Серверы и дата-центры играют ключевую роль в функционировании современных IT-систем и предоставлении различных услуг, обеспечивая хранение, обработку и управление данными.
Сервер — это специализированный компьютер или система, предназначенная для обработки запросов и предоставления ресурсов другим компьютерам (клиентам) через сеть.
Типы серверов:
- Веб-серверы обрабатывают запросы на доступ к веб-страницам и хранят контент сайтов. 
- База данных серверы хранят и управляют данными, обеспечивая доступ к ним для приложений и пользователей.
- Файловые серверы предоставляют доступ к файлам и документам для пользователей в сети. 
- Приложенческие серверы обрабатывают бизнес-логики и предоставляют доступ к приложениям для пользователей.
Дата-центр — это специализированное помещение или комплекс, в котором размещаются серверы, системы хранения данных и сетевое оборудование для обеспечения надежной обработки и хранения данных.
Компоненты дата-центра:
- Серверные стойки (место для установки серверов, обеспечивающее эффективное использование пространства и охлаждения). 
- Системы охлаждения (обеспечивают поддержание оптимальной температуры для работы оборудования). 
- Электропитание и резервирование (источники бесперебойного питания (ИБП) и генераторы для обеспечения непрерывной работы в случае отключения электроэнергии). 
- Системы безопасности (физическая безопасность (контроль доступа, видеонаблюдение) и кибербезопасность (защита от атак и утечек данных).
Серверы обрабатывают большие объемы данных, что позволяет выполнять сложные вычисления и анализировать информацию. Дата-центры предоставляют надежное и масштабируемое решение для хранения данных, что критично для бизнеса и организаций. Также они позволяют пользователям получать доступ к приложениям и данным из любой точки мира через интернет. Многие компании используют облачные дата-центры для хранения и обработки данных, что позволяет им снижать затраты на оборудование и управление.

### 3. Облачные технологии
Облачные технологии позволяют пользователям получать доступ к вычислительным ресурсам (серверы, хранилища, приложения и услуги) через интернет. Это позволяет компаниям использовать ресурсы по мере необходимости, без необходимости в значительных капитальных вложениях в физическое оборудование.
Существует несколько основных моделей облачных услуг:
• IaaS (Infrastructure as a Service): Предоставляет виртуализированные вычислительные ресурсы через интернет. Примеры: Amazon EC2, Microsoft Azure Virtual Machines.
• PaaS (Platform as a Service): Предоставляет платформу для разработки, тестирования и развертывания приложений. Примеры: Google App Engine, Heroku.
• SaaS (Software as a Service): Обеспечивает доступ к программному обеспечению через интернет без необходимости установки и управления. Примеры: Google Workspace, Salesforce.
Типы облаков:
Публичное облако (Ресурсы предоставляются третьими сторонами и доступны для всех пользователей. Примеры: Amazon Web Services (AWS), Microsoft Azure). Частное облако (Ресурсы используются исключительно одной организацией, что обеспечивает больший контроль и безопасность). Гибридное облако (Сочетает публичные и частные облака, позволяя данным и приложениям перемещаться между ними в зависимости от потребностей бизнеса).
Несмотря на множество преимуществ, облачные технологии также сталкиваются с некоторыми вызовами. А именно это риски, связанные с зависимостью от облачного провайдера и его инфраструктуры, необходимость защиты данных от утечек и атак. Компании должны следить за соблюдением нормативных требований в области защиты данных.
Облачные решения позволяют командам работать совместно в реальном времени, независимо от их местоположения. Они способствуют ускорению инноваций, повышению гибкости и снижению затрат. Удаленная работа становится проще благодаря доступу к необходимым инструментам и данным из любой точки. В конечном счете компании могут быстрее разрабатывать и тестировать новые продукты и услуги.

### 4. Программное обеспечение
Программное обеспечение — это набор инструкций и данных, которые позволяют компьютерам и другим устройствам выполнять определенные задачи. Оно может включать как системное ПО, так и прикладное ПО.
Программное обеспечение можно классифицировать на несколько основных категорий:
Системное программное обеспечение управляет аппаратными ресурсами и предоставляет платформу для выполнения прикладного ПО. Примеры: операционные системы (Windows, Linux), драйверы устройств. Прикладное программное обеспечение предназначено для выполнения конкретных задач пользователя или бизнеса. Примеры: офисные приложения (Microsoft Office), графические редакторы (Adobe Photoshop), CRM-системы (Salesforce). Облачное программное обеспечение доступное через интернет и предоставляемое как услуга (SaaS). Примеры: Google Workspace, Dropbox. Сетевое программное обеспечение управляет сетевыми ресурсами и обеспечивает связь между устройствами. Примеры: маршрутизаторы, коммутаторы, VPN-клиенты.
Программное обеспечение позволяет автоматизировать рутинные задачи, повышая эффективность и снижая затраты. Современные системы аналитики помогают компаниям собирать и анализировать данные для принятия обоснованных решений. CRM-системы и другие инструменты позволяют компаниям лучше понимать потребности клиентов и предлагать персонализированные решения. Облачные решения позволяют компаниям быстро адаптироваться к изменениям на рынке и масштабировать свои операции. Оно помогает компаниям адаптироваться к быстро меняющемуся цифровому миру, улучшая взаимодействие с клиентами и оптимизируя внутренние процессы. Однако необходимо учитывать риски и вызовы, связанные с использованием программного обеспечения, чтобы обеспечить его надежность и безопасность.

### 5. Кибербезопасность
Кибербезопасность включает в себя практики, технологии и процессы, направленные на защиту компьютеров, серверов, мобильных устройств, сетей и данных от вредоносных атак, повреждений или несанкционированного доступа. Она охватывает как технические аспекты, так и организационные меры.
Кибербезопасность состоит из нескольких ключевых компонентов:
Защита сети (использование межсетевых экранов (firewalls), систем обнаружения вторжений (IDS) и других технологий для мониторинга и защиты сетевой инфраструктуры). Защита данных (шифрование, резервное копирование и управление доступом к данным для предотвращения их утечки и несанкционированного использования). Управление идентификацией и доступом (системы аутентификации и авторизации, которые контролируют доступ пользователей к ресурсам и данным).  Обучение пользователей (программы повышения осведомленности сотрудников о киберугрозах и безопасных практиках работы с информацией). Инцидентное управление (процессы и процедуры для реагирования на киберинциденты, включая их обнаружение, анализ и восстановление после атак).
Эффективные меры кибербезопасности помогают организациям минимизировать риски, защищать свои активы и поддерживать доверие клиентов. В условиях постоянных изменений в технологическом ландшафте важно инвестировать в современные решения по безопасности и развивать культуру безопасности внутри организаций. Успешные кибератаки могут нанести серьезный ущерб репутации компании и привести к потере доверия клиентов. Компании с сильной кибербезопасностью могут использовать это как конкурентное преимущество, привлекая клиентов, которые ценят безопасность своих данных.

## Влияние цифрового пространства на современное общество
Актуальность изучения данной темы особенно возросла с наступлением пандемии COVID-19 и усилением влияния цифровизации на общество и экономику. Перевод в дистанционный формат социально-трудовых отношений, экономических процессов, культурно-образовательной деятельности ощутили на себе сотни тысяч российских граждан. Анализ воздействия процессов цифровизации на социальную сферу и цифровой среды на человека позволяет определить психологические особенности личности в условиях информационного общества и выработать меры по адаптации человека к новым реалиям.
Влияние цифрового пространства на современное общество многогранно и затрагивает различные аспекты жизни. Глобальные технологические трансформации ключевых сфер жизнедеятельности современного общества, формирование и активное функционирование глобальных и национальных цифровых институтов, оказывающих влияние на актуальные социально-политические процессы, цифровизация социальных отношений формируют запрос на комплексные научные исследования процессов цифрового влияния на развитие и функционирование современных общественных систем. Цифровое пространство оказывает значительное влияние на современное общество, создавая новые возможности и вызовы, которые требуют внимательного анализа и решения. Например, изменили способы общения между людьми. Социальные сети, мессенджеры и видеозвонки позволяют поддерживать связь с друзьями и семьей, независимо от расстояния. Это также способствовало возникновению новых форм общения, таких как мемы и эмодзи. Доступ к информации стал более легким благодаря интернету. Онлайн-курсы, вебинары и образовательные платформы предоставляют возможности для обучения и саморазвития. Однако это также создает вызовы, связанные с качеством информации и распространением дезинформации.
Цифровое пространство стало основой для новых бизнес-моделей, таких как электронная коммерция, фриланс и стартапы в области технологий. Это изменило рынок труда и создало новые профессии, но также привело к нестабильности и неопределенности в некоторых секторах.
Цифровые технологии изменили политический ландшафт, обеспечивая новые способы взаимодействия между гражданами и государством. Однако это также создало проблемы с манипуляцией общественным мнением, распространением фейковых новостей и кибербезопасностью. С увеличением объема данных, собираемых о пользователях, вопросы конфиденциальности и безопасности становятся все более актуальными. Люди все чаще беспокоятся о том, как их данные используются и защищаются.
Цифровое пространство способствует глобализации, позволяя людям из разных культур взаимодействовать друг с другом. Это может привести к более глубокому пониманию и сотрудничеству, но также создает вызовы для локальных культур. Интернет стал мощным инструментом для организации социальных движений и акций протеста. Платформы для обмена информацией позволяют активистам mobilизовать поддержку и привлекать внимание к важным вопросам.